# مجادل (قرية)
مجادل قرية من القرى السورية الواقعة في محافظة السويداء
مجادل - مفردها مجدل وهو القصر حيث تحوي القرية على ثلاث قصور أثرية
في الجزء الشمالي الغربي من محافظة «السويداء» وعلى بعد 27 كم عن مركز المدينة، تتربع قرية «مجادل» فوق صخور «اللجاة» البازلتية.

## طبيعتها الخلابة
تتميز القرية بطبيعة ساحرة تتمثل بتلال تحيط بالقرية من كل النواحي ومن هذه التلال تل الجوبة وهو عبارة عن تل مجوف بشكل مخروطي وما يزيد هذا التل جمالاً المغارات الطبيعية العديدة داخله، وأيضا تتميز بوفرة المياه الباطنية وأقيم فيها العديد من الأبار التي تتميز بمياها النقية العذبة وتعد قرية مجادل مُصدرة للمياه إلى القرى التي حولها.
وفي الجهة الشمالية من القرية هناك أحراش طبيعية غابات تمتد عى مساحة واسعة.

## آثارها
```
مجادل قرية اثرية كبقية قرى المنطقة في 
محافظة السويداء
 وتعود للحقبة الرومانية واليونانية
 فيها مباني قديمة وعثر على نقوش يونانية وعثر فيها على العديد من النصوص والكتابات والمخطوطات الأثرية
رقمت من رقم 95- 794 ورقمت الكتابات أيضاً من رقم 1962-2548 بدون انقطاع تقريباً،
```

## سكانها
يبلغ عدد سكانها حوالي 2650 نسمة يتميز أهلها بالكرم والنخوة وقد شاركوا بالمعارك التي خاضها جبل العرب ضد الاحتلال الفرنسي في معركة المزرعة وغيرها.